# Capital symbolique
Le capital symbolique désigne toute forme de capital (religieux, culturel, artistique, associatif, etc.) ayant une reconnaissance particulière au sein de la société. C'est un concept que l'on doit au sociologue Pierre Bourdieu.

## Notion
Le capital symbolique englobe les  autres formes de capital (économique, social et culturel), lorsqu'elles sont perçues de l'extérieur et reconnues comme légitimes :

« J'appelle capital symbolique n'importe quelle espèce de capital (économique, culturel, scolaire ou social) lorsqu'elle est perçue selon des catégories de perception, des principes de vision et de division, des systèmes de classement, des schèmes classificatoires, des schèmes cognitifs, qui sont, au moins pour une part, le produit de l'incorporation des structures objectives du champ considéré, c-à-d de la structure de la distribution du capital dans le champ considéré . »

Il détermine la position sociale des individus dans la société. Ainsi, le capital symbolique se traduit par le prestige, l'honneur ou la reconnaissance de l'individu.

## Capitalisation symbolique
Par ce syntagme, Mario d'Angelo désigne le processus par lequel un acteur culturel acquiert et augmente son capital symbolique à travers son activité et sa position dans le champ de la culture ainsi que par ses choix (stratégie).
Dans les sept types d’acteurs culturels qui sont caractérisés dans l’étude, ce sont les types Institutionnel, Conventionné et Indépendant qui présentent les logiques d’action qui s’inscrivent le plus fortement dans la capitalisation symbolique. In fine, celle-ci s’oppose à la capitalisation financière.